# Rice Lake (Wisconsin)
Rice Lake ist eine Kleinstadt (mit dem Status „City“) im Barron County im US-amerikanischen Bundesstaat Wisconsin. Im Jahr 2010 hatte Rice Lake 8438 Einwohner und war damit die größte Stadt des Countys.

## Geografie
Rice Lake liegt im Nordwesten Wisconsins am westlichen Ufer des Rice Lake, der vom Red Cedar River durchflossen wird, einem Nebenfluss des in den Mississippi mündenden Chippewa River. Die geografischen Koordinaten von Rice Lake sind 45°29′54″ nördlicher Breite und 91°44′20″ westlicher Länge. Das Stadtgebiet erstreckt sich über eine Fläche von 25,12 km², die sich auf 22,27 km² Land- und 2,85 km² Wasserfläche verteilen. 
Benachbarte Orte von Rice Lake sind Haugen (12 km nördlich), Cameron (11,9 km südlich), Barron (20,9 km südwestlich) und Cumberland (23,3 km westlich).
Die nächstgelegenen größeren Städte sind Duluth am Oberen See in Minnesota (159 km nördlich), Green Bay am Michigansee (376 km ostsüdöstlich), Eau Claire (94,3 km südsüdöstlich), Rochester in Minnesota (231 km südsüdwestlich) und Minnesotas größte Stadt Minneapolis (165 km westsüdwestlich).
Die Grenze zu Kanada befindet sich 418 km nördlich.

## Verkehr
Der vierspurig ausgebaute U.S. Highway 53 verläuft in Nord-Süd-Richtung durch den Westen von Rice Lake. Alle weiteren Straßen sind untergeordnete Landstraßen, teils unbefestigte Fahrwege oder innerörtliche Verbindungsstraßen.
Durch Rice Lake verläuft in Nord-Süd-Richtung eine Eisenbahnstrecke der früheren Wisconsin Central, die heute zur Canadian National Railway gehört.
Mit dem Rice Lake Regional Airport befindet sich in einer 12,4 km südlich des Stadtzentrums gelegenen Exklave des Stadtgebiets ein kleiner Regionalflughafen. Der nächstgelegene Großflughafen ist der Minneapolis-Saint Paul International Airport (173 km südwestlich).

## Bevölkerung
Nach der Volkszählung im Jahr 2010 lebten in Rice Lake 8438 Menschen in 3936 Haushalten. Die Bevölkerungsdichte betrug 378,9 Einwohner pro Quadratkilometer. In den 3936 Haushalten lebten statistisch je 2,09 Personen. 
Ethnisch betrachtet setzte sich die Bevölkerung zusammen aus 96,2 Prozent Weißen, 0,3 Prozent Afroamerikanern, 0,9 Prozent amerikanischen Ureinwohnern, 0,8 Prozent Asiaten sowie 0,5 Prozent aus anderen ethnischen Gruppen; 1,3 Prozent stammten von zwei oder mehr Ethnien ab. Unabhängig von der ethnischen Zugehörigkeit waren 2,4 Prozent der Bevölkerung spanischer oder lateinamerikanischer Abstammung. 
20,6 Prozent der Bevölkerung waren unter 18 Jahre alt, 58,2 Prozent waren zwischen 18 und 64 und 21,2 Prozent waren 65 Jahre oder älter. 53,2 Prozent der Bevölkerung war weiblich.

Das mittlere jährliche Einkommen eines Haushalts lag bei 37.981 USD. Das Pro-Kopf-Einkommen betrug 23.973 USD. 12,1 Prozent der Einwohner lebten unterhalb der Armutsgrenze.

## Medien
- RiceLake Chronotype, Wochenzeitung
- WAQE, Radiostation
- WJMC, Radiostation
- WKFX, Radiostation

## Persönlichkeiten
- Richard Lane (1899–1982), Schauspieler, Fernsehmoderator und Sportkommentator